# Люка-Шампионьер, Жюст
Жюст Мари Марселлен Люка-Шампионьер (фр. Just Marie Marcellin Lucas-Championnière; 15 августа 1843, Авилла-Сен-Леонар, О-де-Франс — 22 октября 1913, Париж) — французский учёный, врач-хирург, редактор. Доктор медицины (1870). Один из основоположников французской антисептики.

## Биография
Сын доктора Жюста Люка-Шампионьера (1803—1858).
С 1860 года изучал медицину в Парижском университете. С 1874 года — врач-хирург. В течение ряда лет работал в больницах Франции и Парижа. В 1906 году вышел на пенсию.
Ещё будучи студентом, посетил Глазго, где изучал применение антисептиков под руководством Джозефа Листера, подружился с ним и провёл месяц, работая его помощником. В январь 1869 года, опубликовал первую статью на французском языке о достоинствах антисептики и всю жизнь был ярым её пропагандистом. Он является автором первого французского справочника по этому методу «Руководства по антисептической хирургии», опубликованного в 1875 году.

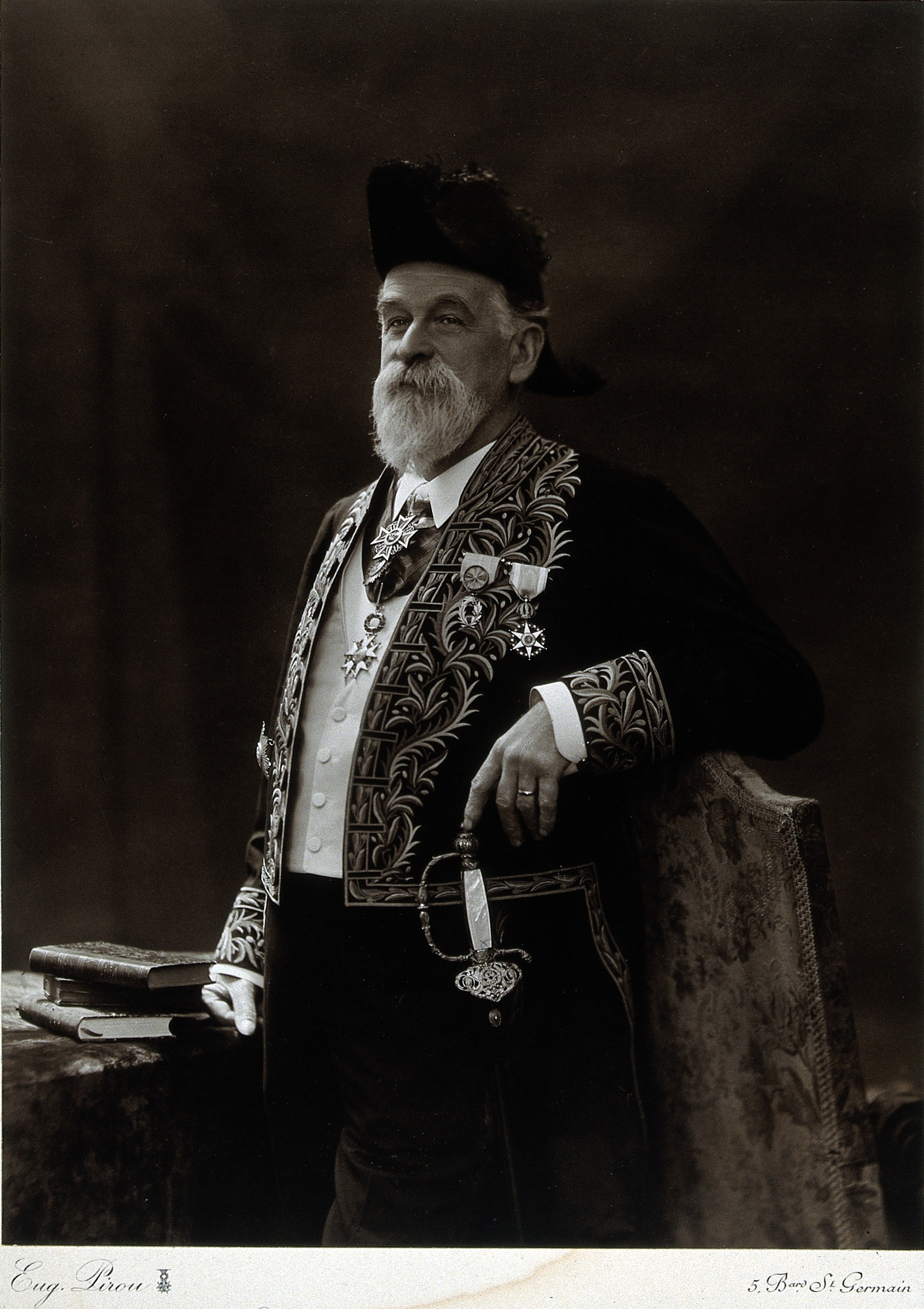
Ж. Люка-Шампионьер

Стал во Франции одним из пионеров антисептической хирургии. Опубликовал в 1876 году труд по этому вопросу, который позже был переведен на английский язык. Будучи руководителем родильного дома, стал применять антисептику, используя очень простые средства: намыливание рук перед операциями, лечения ран с карболовой кислотой и т. д. Падение смертности при родах впечатляет: «В его отделении родильного дома в 1878 году смертность составляла всего 2 на 1000 чел., в то время как в том же году в больницах, где не применялась антисептика, смертность иногда составляла 50 на 1000 чел.».
Также внёс значительный вклад в область медицины, касающуюся переломов костей и грыж. Помимо медицины, он также интересовался антропологией. В своём исследовании трепанации черепа доказал, что с помощью доисторических кремнёвых инструментов могли делать трепанационные отверстия в черепе менее чем за 30-50 минут. Выполнил множество работ, которые в то время считались новаторскими, по радикальному лечению грыж (1880—1893), трепанации по локализации головного мозга (1878) или лечению переломов (1887—1895). В 1895 году первым применил функциональное лечение перелома. Изобрёл распылитель, который до сих пор используется для ухода за кожей. В 1913 году провёл первую вальвотомию для снятия стеноза аорты. Он является автором книги «Лечение переломов с помощью массажа и мобилизации».
В 1885 году стал членом Парижской медицинской академии. Член Института Франции (с 1912). Был также принят в престижные зарубежные учреждения: Королевский колледж хирургов Лондона, Королевский колледж хирургов Эдинбурга, Нью-Йоркская медицинская академия. Также был почётным доктором Эдинбургского и Шеффилдского университетов. В 1894 году был избран президентом Хирургического общества Франции, в 1901 году — Французской хирургической ассоциации и Международного общества хирургии.
В течение ряда лет редактировал медицинский журнал Journal de médecine et de chirurgie pratiques.
Умер в Париже 22 октября 1913 г. во время заседания Парижской медицинской академии, на котором он выступил с важным сообщением о доисторической трепанации.
Его именем названы Болезнь Люка-Шампионьера и Принцип Люка-Шампионьера, а также улица в Париже.

## Избранные публикации
- Lymphatiques utérins et lymphangite utérine , 1870.
- De la fièvre traumatique, 1872.
- Les lymphatiques utérins et leur rôle dans la patologie utérine, 1875.
- Chirurgie antiseptique, 1876, 1880.
- Étude historique et clinique sur la trépanation du crâne. La trépanation guidée par les localisations cérébrales, 1878
- Le massage et la mobilisation dans le traitement des fractures. 1886, 1889.
- Cure radicale des hernies, 1887